# Анатолія (селище)
Анато́лія (рос. Анатолія) — селище у складі Зоринського району Алтайського краю, Росія. Входить до складу Тягунської сільської ради.
Стара назва — Анатолій.

## Населення
Населення — 21 особа (2010; 34 у 2002).
Національний склад (станом на 2002 рік):
- росіяни — 82 %